# Küçükçatma, Arpaçay
Küçükçatma là một xã thuộc huyện Arpaçay, tỉnh Kars, Thổ Nhĩ Kỳ. Dân số thời điểm năm 2010 là 399 người.